# Patrick Adler
Pour les articles homonymes, voir Adler.
Patrick Adler, né le 15 avril 1958 à Paris , en France, est un humoriste et imitateur français, connu au départ pour ses imitations féminines.

## Biographie
Titulaire d'un master d'allemand et d'un DEUG d'anglais, Patrick Adler était voué à l'enseignement jusqu'à sa rencontre déterminante avec Michel Drucker qui le propulse dans le music hall, après huit ans d'exercice dans le second cycle d'un lycée parisien. En juin 1989, il décide ainsi de se mettre en retrait de l'Éducation nationale pour se diriger vers le show-business, mettant ainsi à profit dix années de chant lyrique auprès d'un maître des chœurs de l'Opéra de Paris. Il a la tessiture d'un ténor léger.
La France le découvre le 14 février 1989 dans l'émission Champs-Élysées de Michel Drucker, qui le parraine. De 1990 à 1993, il est élève permanent dans l'émission La Classe sur France 3. De 1993 à fin 1995, il tient régulièrement des chroniques chez Laurent Ruquier, comme imitateur dans Rien à cirer, sur France Inter. En 1996, il intègre, comme chroniqueur, Les Bons Génies avec Patrice Lafont sur France 2.

## Spectacles
Parallèlement, il joue ses one-man shows de 1989 à 2020 à Paris, en province et à l'étranger. On peut le découvrir dans les spectacles suivants : 
- 1990 : « Adler imite les dégâts », mis en scène par Nikolaï Arutène, au Bataclan de Paris et au Théâtre Dejazet ;
- 1991 : « Les Adieux des Vamps », à l'Olympia pendant tout le mois de janvier et en tournée dans toute la France pendant 13 mois ;
- 1992 : « Maman n'est pas contente », mis en scène par Claude Confortès au Petit Théâtre de Paris (ex Théâtre Moderne) et en tournée dans toute la France ;
- 1994 : « Adler de quoi ? », mis en scène par J.Paul Quéret au Point-Virgule et en tournée dans toute la France ;
- 1996 : « Adler de quoi ?...le retour », mis en scène par J.Luc Moreau au Point-Virgule et en tournée dans toute la France ;
- 1998 : « Adler à la poursuite du hochet vert », écrit par Rita Brantalou et mis en scène par J.Luc Moreau à la Comédie de Paris, puis en tournée dans toute la France ;
- 1999-2001 : « Adler fait le point », mis en scène par J.Luc Moreau au point Virgule et en tournée dans toute la France ;
- 2002-2003 : Première partie du show d'Hélène Ségara au Palais des Sports, à l'Olympia et en tournée dans tous les Zéniths de France mais également en Suisse et en Belgique ;
- 2003-2004 : « Ainsi soit-il », pièce de Jean-François Champion, mise en scène par Jean-Luc Moreau.  Il partage l'affiche avec Patrice Lafont et Chantal Ladesou. Tournée en province, Suisse et Belgique ;
- 2004-2005 : Galas privés, croisières, conventions d'entreprise ;
- 2006 : « Adler… frais ! », retour au one-man show, mis en scène de l'auteur, au théâtre du Temple de janvier à avril puis au festival off d'Avignon et en tournée dans toute la France ;
- 2007-2008 : « Adler brise la glace », mis en scène par Christophe Guichet au festival off d'Avignon et au Sentier des Halles de novembre 2007 à février 2008 et en tournée dans toute la France ;
- 2009 : « Même pas changé ?! », mis en scène par Julien Cafaro au festival off d'Avignon et en tournée en province ;
- 2010-2011 : « Même pas changé ?! » aux Feux de la Rampe de juin à fin août 2010 et en tournée de janvier à mars 2011 ;
- 2011 : Maître de cérémonie au Carrousel de Paris ;
- 2012 : « L'accouchement, c'est maintenant », clin d'œil à l'argument de campagne du candidat F. Hollande, joué en galas privés et/ou publics.

.2013-2014 : il participe à l'émission de radio Le Ménibus des Stars sur Bel RTL, étant appelé par Cécile de Ménibus pour écrire et jouer ses chroniques humoristiques et autres parodies chantées. Il officie également au KABARET Champagne Music-Hall à Tinqueux, près de Reims et assure la 1ère partie de la revue.
Il est ensuite « Maître de cérémonie » au Melrose Cabaret de Condé-sur-Huisne (61), dans le Perche avec Alafolierevue où il est à la fois présentateur-animateur, chanteur et imitateur-humoriste ;
- 2015 : « Adler flingue l'actu », joué en galas privés à travers la France (Groupe Touristra/Vacances Bleues, etc.) ;
- 2016-2020 : « Adler en voix », un tour du monde en 80 voix chantées et parlées, en gala à travers la France et en attente de production.  Il intègre également France-Bleu Vaucluse (en 2017)et participe régulièrement à la quotidienne des "Tchatcheurs" , de 17 h à 18 h.
- 2019 : Il sort son premier Opus littéraire "Un père et passe" aux Editions Le Sémaphore, préfacé par Patrice Lafont.
- 2020. Confinement. Il commet plusieurs pièces

"Le Petit Chaperon voit rouge". En attente de production.
"La vengeance de Blanche-Neige". En attente de production et/ou diffusion.
"Les Chanteuses". En attente de production et/ou diffusion
2023. Parallèlement à la scène, il devient critique théâtral pour Tatouvu Magazine et Tatouvu.com (Retrouvez toutes ses chroniques sur el fil d'actualité de Tatouvu.com)
- 2024. Nouveau Seul-en-scène "Je vous croyais mort". En attente de production et/ou diffusion.

Nouvelle pièce : "Taupe Chef". En attente de production et/ou diffusion.

## Films et séries télévisées
- 2001. Tel père, telle flic. téléfilm d'Eric Woreth. Rôle d'un animateur
- 2002. On n'a plus de sushis à se faire. Téléfilm de Philippe Venault. Rôle d'un animateur
- 2003. Un week-end pour le dire. Téléfilm de J.Pierre Vergne. Rôle d'un animateur
- 2004. La crime. Série de Vincent Monnet. Rôle d'un médecin-légiste pète-sec
- 2004. Cordier, juge et flic. Série de J.Marc Seban. Rôle d'un Directeur de discothèque gay
- 2004. Avocats et associés. Série de Patrice Martineau. Rôle d'un inspecteur de police homophobe
- 2010. Trésor. Film de Claude Berri. Rôle d'un animateur animalier
- 2011. Louis XVI, l'homme qui ne voulait pas devenir Roi. Docu-fiction de Thierry Binisti. Rôle d'un marquis prétentieux
- 2013. Garde à vue. Série de Charlie Béléteau. Rôle d'un éducateur sportif paraplégique.
- 2018. Commissaire Braquemart. Film de J.Pierre Mocky. Rôle d'un flic.